# Polyphaenis propinqua
Polyphaenis propinqua là một loài bướm đêm trong họ Noctuidae.